# Aljaksandr Klimenka
Aljaksandr Klimenka (belarussisch Аляксандр Кліменка; auch Alexander Klimenko, russisch Александр Клименко; * 28. März 1983 in Masyr) ist ein belarussischer Fußballspieler.

## Laufbahn
Klimenko debütierte 2001 für Slawija Masyr in der Wyschejschaja Liha. 2003 machte der Stürmer einen kurzen Abstecher zu Baltika Kaliningrad, kehrte aber nach acht Spielen ohne Torerfolg wieder zu Slawija Masyr zurück. Seit 2005 spielt er für FK Schachzjor Salihorsk. Nachdem ihm in seiner ersten Saison für den neuen Klub 14 Tore gelungen waren, wurde er ein Jahr später mit 17 Saisontreffern Torschützenkönig der ersten belarussischen Liga.
2007 wurde Klimenko erstmals in die belarussische Nationalmannschaft berufen.
| Personendaten    | Personendaten                                                 |
| ---------------- | ------------------------------------------------------------- |
| NAME             | Klimenka, Aljaksandr                                          |
| ALTERNATIVNAMEN  | Кліменка, Аляксандр; Klimenko, Alexander; Клименко, Александр |
| KURZBESCHREIBUNG | belarussischer Fußballspieler                                 |
| GEBURTSDATUM     | 28. März 1983                                                 |
| GEBURTSORT       | Masyr                                                         |